# Trichorhina pallida
Trichorhina pallida är en kräftdjursart som beskrevs av Barnard 1960A. Trichorhina pallida ingår i släktet Trichorhina och familjen myrbogråsuggor. Inga underarter finns listade i Catalogue of Life.